# Taquión

Puesto que un taquión se mueve siempre más rápido que la luz, no podría ser observado aproximándose. Poco después de que un taquión pasara cerca, podrían observarse dos reflejos de él, que se separan en direcciones opuestas. La línea negra es la onda de choque de la radiación de Cherenkov, representada solo para un instante de tiempo. El efecto de doble imagen es tanto más importante para un observador situado sobre la trayectoria de un objeto superlumínico (en este ejemplo, una esfera, representada en gris). La forma azulada de la derecha es la imagen formada por efecto Doppler de la luz llegando al observador, que está situado en el vértice de las líneas negras de Cherenkov de la esfera que se aproxima. La imagen izquierda está formada por la luz con corrimiento al rojo de la luz que abandona la esfera después que esta sobrepase al observador. Puesto que el objeto llega antes que su luz, el observador no ve nada hasta que la esfera empieza a sobrepasar al observador.

Un taquión (del griego ταχυόνιον takhyónion de ταχύς takhýs 'rápido, veloz') es toda aquella partícula hipotética capaz de moverse a velocidades superlumínicas. Hasta el momento, a los taquiones se les atribuyen propiedades inexplicables.
El término taquión fue propuesto por Gerald Feinberg en un artículo de 1967, si bien la posibilidad teórica de dichas partículas había sido ya discutida por by Lev Yakovlevich Shtrum en 1923.

## Descripción física
En términos de la teoría de la relatividad especial de Einstein, un taquión es una partícula hipotética con un cuadrimomento de tipo espacial. Esto implica que si su energía y momento son reales, su masa en reposo convencional aparente sería un número imaginario. Por lo que la (pseudo) norma de Minkowski de su cuadrimomento sería negativa, ya que:

{\displaystyle \sum _{a=0}^{3}P^{a}P_{a}={\frac {E^{2}}{c^{2}}}-p_{x}^{2}-p_{y}^{2}-p_{z}^{2}=m^{2}c^{2}}

El tiempo propio que experimenta un taquión es también imaginario. Un curioso efecto es que a diferencia de partículas reales, la velocidad de un taquión crece cuando su energía decrece. Esto es una consecuencia de la relatividad especial debido a que, hipotéticamente, un taquión tiene masa cuadrada negativa. De acuerdo con Einstein, la energía total de una partícula es la masa en reposo m por la velocidad de la luz al cuadrado y multiplicada a su vez por el factor de Lorentz, es decir, la energía total viene dada por la relación:

{\displaystyle E={\frac {mc^{2}}{\sqrt {1-{\cfrac {v^{2}}{c^{2}}}}}}}

Para materia ordinaria, esta ecuación demuestra que E aumenta con la velocidad, convirtiéndose infinita a medida que v (velocidad) se aproxima a c, la velocidad de la luz. Si m es imaginaria, por otra parte, el denominador de la fracción necesita ser imaginario para mantener a la energía como un número real. El denominador sería imaginario si el número en la raíz cuadrada es negativo, lo cual solo pasa si v es mayor que c.
Un taquión está limitado a la porción de tipo espacial del gráfico de energía-momento. Por tanto, nunca puede ir a velocidades inferiores a la de la luz. Curiosamente, mientras su energía disminuye, su velocidad aumenta, sin mencionar que los taquiones están obligados a viajar siempre hacia el pasado.
Si existieran los taquiones y pudieran interactuar con la materia ordinaria, podría violarse el principio de causalidad.
En la teoría de la relatividad general, es posible construir espacio-tiempos en los cuales las partículas se propaguen más rápidamente que la velocidad de la luz, relativo a un observador distante. Un ejemplo es la métrica de Alcubierre. Sin embargo, estos no serían taquiones en el sentido anterior, puesto que no superarían la velocidad de la luz localmente.

### Teorías de campo y cuerdas
En la teoría cuántica de campos, un taquión es el cuanto de un campo, usualmente un campo escalar el cual tiene una masa al cuadrado negativa. La existencia de tal partícula es un significado de la inestabilidad del vacío espacio-temporal, porque la energía del vacío tiene un máximo en vez de un mínimo. Un pequeño impulso podría causar una decadencia de amplitudes exponenciales que al mismo tiempo podrían inducir a una condensación de taquiones. El mecanismo de Higgs es un ejemplo elemental, pero es bueno darse cuenta de que una vez que el campo taquiónico alcanza el mínimo de su potencial, su cuanta dejan de ser taquiones para convertirse en bosones de Higgs con masa positiva.
Los taquiones se encuentran en muchas versiones de la teoría de cuerdas. En general, la teoría de cuerdas establece que lo que vemos como "partículas" —electrones, fotones, gravitones, etc.— son en realidad diferentes estados vibratorios de la misma cuerda. La masa de una partícula puede ser deducida como de la vibración ejercida por la cuerda; en otras palabras, la masa depende de la nota que la cuerda este tocando. Los taquiones frecuentemente aparecen en el espectro de estados de cuerdas permisibles, como queriendo decir que en algunos estados tienen masas al cuadrado negativas, y por lo tanto masas imaginarias.

### Masa imaginaria
Partiendo de la ecuación de la Teoría de la relatividad:

{\displaystyle E={\frac {mc^{2}}{\sqrt {1-{\frac {v^{2}}{c^{2}}}}}}}

Factorizando el -1 en el denominador y operando:

{\displaystyle E={\frac {mc^{2}}{{\sqrt {-1\cdot ({\frac {v^{2}}{c^{2}}}-1}})}}={\frac {mc^{2}}{{\sqrt {-1}}\cdot {\sqrt {{\frac {v^{2}}{c^{2}}}-1}}}}}

Cambio de variable :{\displaystyle i=\pm {\sqrt {-1}}}
luego se multiplica el numerador y denominador por i:

{\displaystyle E=\pm {\frac {imc^{2}}{i^{2}{\sqrt {{\frac {v^{2}}{c^{2}}}-1}}}}}

Si se define formalmente una "masa del taquión" mediante {\displaystyle M_{t}=im\,} se tiene:

{\displaystyle E=\pm {\frac {M_{t}c^{2}}{\sqrt {{\frac {v^{2}}{c^{2}}}-1}}}.}

Se analiza la raíz y se obtiene que para que sea real, {\displaystyle v>c\,}, la velocidad de la partícula debe ser mayor que c (velocidad de la luz).

### Interpretación
En mecánica cuántica y teoría cuántica de campos un valor imaginario de la masa o la energía puede ser interpretado como una partícula inestable que decae en otras partículas, o como un estado inestable del vacío que da lugar a otros estados. En concreto la parte imaginaria de la energía está directamente relacionada con el tiempo de desintegración de dicho estado. Así los estados con energía real al ser su parte imaginaria nula pueden existir por tiempo indefinido. Para los estados o partículas con masa o energía imaginaria el tiempo de desintegración es inversamente proporcional a la parte imaginaria:

{\displaystyle \tau _{des}={\frac {2\pi \hbar }{|{\mbox{Im}}\ E|}}}

Siendo E la energía total compleja y siendo {\displaystyle \hbar } la constante de Planck (partida de 2 pi) según el cociente entre la parte real e imaginaria de la energía μ = (Re E)/(Im E) las partículas inestables pueden clasificarse en:
- Partículas inestables de masa determinable {\displaystyle \mu >1\;}.
- Resonancias {\displaystyle \mu \approx 1}.
- Partículas taquiónicas {\displaystyle \mu <1\;}.

## Ciencia ficción
En la ciencia ficción ha existido de forma magistral el uso de los taquiones como un todo que responde a la gran interrogante sobre cómo viajar y ser el amo del tiempo. Algunos ejemplos:
- En la serie televisiva Best Friend Whenever de Disney Channel, en algunos episodios se hace mención de los taquiones como partículas residuales de los viajes en el tiempo el cual experimentan las protagonistas Cyd y Shelby
- En la serie televisiva The Flash de la compañía de cómics DC Comics, el Doctor Harrison Wells, también conocido como el Reverso de Flash, o Eobard Thawne, utiliza partículas taquiónicas para potenciar su velocidad.
- El popular personaje de la compañía estadounidense de historietas, DC Comics, The Flash (cómic), tiene su homólogo temporal en el siglo XXVII, cuando John Fox, científico, descubre por accidente las propiedades extraordinarias de los taquiones al experimentar en su propio cuerpo los riesgos de su "Teoría de la Velocidad por Reposo", desafiando considerablemente las leyes de la física y utilizando su hipervelocidad para hacer viajes temporales, mediante las curvaturas espacio-tiempo.
- También aparece en la película Los 4 fantásticos cuando se les encarga buscar una anomalía espacial la cual desencadena en el encuentro del personaje Silver Surfer, la búsqueda y la captura consistía en un rayo taquiónico.
- Los taquiones son utilizados comúnmente a lo largo de las series de Star Trek, y películas como Land of the Lost y K-Pax, en la que su protagonista Prot afirmaba viajar a velocidades de taquión.
- En Expediente X (The X-Files), temporada 4 capítulo 19 "Sincronía", se hace referencia a los taquiones cuando un viejo llega del futuro para matar al grupo de científicos que hicieron posible "el mundo sin historia, sin esperanza, en donde todos sabían exactamente lo que iba a pasar".
- El autor de ciencia ficción Philip K. Dick, quien durante toda su vida tuvo episodios de visiones y alucinaciones a los que trató sin éxito de buscarles una explicación racional, se interesó por los taquiones en los años 70 a raíz del ensayo "Orden en el desorden" publicado en la revista "Harper's" por Arthur Koestler en julio de 1974. En este trabajo se postulaba que el Universo atraviesa un continuo proceso desde el caos hasta la forma total. Dick relaciona esto con el concepto de taquiones como partículas que viajan en el tiempo en dirección opuesta a la nuestra. La relación entre estos dos datos se adaptaba a su propia teoría de que sus novelas estaban anticipando el futuro de un modo en el que él mismo no podría haber previsto. En algunas de las cartas luego recopiladas en Exegesis Dick sugiere que todo el planeta Tierra recibe, desde el cielo, un constante bombardeo de taquiones que, procedentes del Futuro, traen consigo información de un estado de orden superior y más avanzado del Universo. Dick teorizó que de algún modo algunas personas actúan como antenas absorbiendo esa información de un modo más o menos consciente. También supuso que los animales eran sensibles a esa información, que les servía como herramienta de evolución. Esta curiosa afirmación la dedujo del estudio del comportamiento nocturno de su gato.
- Los taquiones también son utilizados en la novela gráfica de Alan Moore Watchmen, en la cual los taquiones, según el Doctor Manhattan, son partículas que viajan hacia atrás en lo que los seres humanos percibimos como tiempo.
- En la película K-Pax, el personaje que protagoniza Kevin Spacey -quien decía venir del espacio- también hace una mención a los taquiones en una de sus sesiones con su psiquiatra, encarnado por Jeff Bridges, cuya versión original es la argentina Hombre mirando al sudeste, de Eliseo Subiela (1986).
- En la película Prince of Darkness "El Príncipe de las Tinieblas" de 1987, se hace mención del uso de una transmisión de TV desde el futuro modulando taquiones, para advertir a quienes reciban tal mensaje, acerca de la venida de Satanás al mundo, dicho mensaje llegaba al azar y quienes lo recibían lo consideraban un sueño, hasta que se percataban que entre ellos soñaban exactamente lo mismo. Al viajar más rápido que la luz, se podía transmitir un vídeo al pasado
- También han sido empleados por el escritor ruso-estadounidense Isaac Asimov en varios de sus cuentos, haciendo alusión a ellos en las transformaciones que la materia sufre cuando las astronaves de sus relatos se trasladan a velocidades superlumínicas (el "salto"), describiendo la transición de la transformación como tardión-taquión-tardión (ej. en el cuento "Coja una cerilla").
- En el libro Flashforward (Recuerdos del futuro) del escritor Sawyer Robert J., se hace referencia a los taquiones en experimentos que realizan científicos del CERN en el acelerador de partículas.
- La novela Timescape ("Cronopaisaje" en su traducción al español) de Gregory Benford basa su trama en el uso de los taquiones como medio de comunicación intertemporal.
- En las series televisivas del fallecido Gene Rodenberry, Star Trek La Nueva Generación y Star Trek Voyager, se hace un uso habitual de los taquiones, a los que les dan diferente empleo según las circunstancias.
- En la serie de televisión Castle (temporada 6, episodio 5):como parte de la trama usan un generador de taquiones el cual produce energía y permite viajes en el tiempo.
- En el capítulo Teenage Mutant Leela's Hurdles de la serie de animación Futurama Fry, Leela, Amy, Hermes, Zoidberg y el profesor rejuvenecen debido al efecto de los taquiones.
- En la serie animada de Max Steel (2013), la energía TURBO es un energía ilimitada basada en la energía de taquiones.
- En X-Men, el primer Samurái de Plata es un mutante con la habilidad de generar un campo de taquión, con el que puede rodear cualquier cosa. Él comúnmente utiliza su poder sobre su espada, lo que le permite cortar casi cualquier cosa, excepto adamantium
- En la novela corta de Stephen King "El procesador de palabras de los dioses" se hace referencia al hipotético descubrimiento de los taquiones.
- En la película Tomorrowland (2015) se hace referencia a una máquina de Taquiones con la que pueden controlarlos, gracias a lo cual se puede ver hacia atrás al pasado y de frente al futuro.
- En el videojuego Sid Meier's Alpha Centauri el "Rayo de Taquiones" es un arma avanzada de potencia media que se puede equipar a las unidades militares y el "Campo de Taquiones" es un edificio para la defensa perimetral de una ciudad que incrementa su fuerza de defensa al doble.
- En el videojuego Stellaris, el arma más poderosa que se puede investigar es la "Lanza de Taquiones", visualmente se muestra como un haz de color azul cuando es disparada desde una nave. También se pueden investigar los "Sensores de Taquiones" que son los sensores espaciales más avanzados.
- Existe un videojuego llamado Tachyon (taquión en inglés) disponible en Google Play Store.
- Una herramienta de software llamada Tachyon se usa para renderizar imágenes de alta calidad mediante trazado de rayos y para proyectos de investigación relacionados con la renderización en paralelo.
- En el manga de Takeshi Obata (All you need is kill). Los miméticos (seres extraterrestres) pueden producir taquiones y crear un bucle temporal. En el cual el protagonista se queda atrapado.
- En la novela “El Cristo Final” de Alejandro Rocha Narváez (2018), un modesto y atormentado profesor de secundaria ayuda a su amigo Gonzalo Lecaros y a otros físicos a resolver el difícil problema de penetrar la singularidad que dio inicio al Universo, hasta antes del primer instante del Big Bang, en su delirante obsesión por “desentrañar la mente de Dios”. El profesor propuso adaptar el mecanismo de la radiación de Hawking, asumiendo que, del mismo modo en que se crearon todas las partículas del universo, también bajo las enormes energías iniciales se habrían generado pares taquión-antitaquión virtuales, algunos de los cuales penetraron el horizonte de sucesos del origen mientras que otros quedaron atrapados en la evolución del Universo, siendo posible detectarlos mediante telescopios orbitales similares al Planck (satélite), el WMAP y el COBE. Así como estos telescopios de fotones permitieron mapear la radiación de fondo de microondas, la nueva tecnología de detección de taquiones cósmicos lo permitiría tras una exposición de décadas. Y cada taquión que se haya hundido en la singularidad primordial informará de sus misteriosas propiedades por el entrelazamiento cuántico que mantiene con el antitaquión detectado en el presente, revelando al fin el insondable misterio de la Creación.
- El libro de "Las aventuras de El Taquión por el espacio-tiempo" explora la posibilidad de que el colapso del agujero negro termine en una Botella de Klein. En estos cuentos El Taquión es un muchacho que podría viajar a velocidades superluminicas.
- En la serie de Toei "Capitán Futuro" de 1978, en la segunda de las aventuras del héroe Curtis Newton, éste hace un viaje de un millón de años atrás en el tiempo para atender el llamado de un científico de Kathay, el planeta del cual se formó el cinturón de asteroides. Al llegar al planeta, el científico Dalmule y el Capitán Futuro hablan con Jikhal, (general de Kathay, Némesis de Dalmule y quien tiene la idea de invadir Marte para salvar a la gente de Kathay), quien pregunta a Dalmule cuál combustible usará para mover la luna de Yugra y transportar a los habitantes del planeta a Khum, Dalmule hace mención al "taquionium" y la propulsión a taquiotrón, el científico Simon Wright -el cerebro volante- señala que Dalmule debe referirse a los taquiones, que son partículas que se mueven a la velocidad de la luz .